# Ronde van Luxemburg 2020
De 80e editie van de wielerwedstrijd Ronde van Luxemburg wordt verreden van 15 tot en met 19 september 2020 met de start en de finish in Luxemburg. De ronde maakt deel uit van de UCI ProSeries 2020-kalender. De wedstrijd werd in 2019 gewonnen door de Spanjaard Jesús Herrada.

## Deelname
Er nemen acht UCI World Tour-ploegen, twaalf UCI ProTeams en vier continentale teams deel.
| WorldTour | ProTeam | ProTeam | Continentaal                                                                                |
| --- | --- | --- | ------------------------------------------------------------------------------------------- |
| AG2R La Mondiale Astana Pro Team Bahrain McLaren Lotto Soudal Groupama-FDJ NTT Pro Cycling Trek-Segafredo UAE Team Emirates | Alpecin-Fenix Bingoal-Wallonie Bruxelles NIPPO DELKO One Provence Riwal-Readynez Cycling Team Arkéa-Samsic Uno-X Norwegian Development Team | Bardiani CSF Faizanè Burgos-BH Caja Rural-Seguros RGA Sport Vlaanderen-Baloise Vini Zabù-KTM Circus-Wanty-Gobert | Leopard Pro Cycling Natura4Ever-Roubaix-Lille Métropole Team Vorarlberg Santic W52-FC Porto |

## Etappe-overzicht
| etappe | datum        | start     | finish      | type      | afstand  | winnaar        | klassementsleider    |
| ------ | ------------ | --------- | ----------- | --------- | -------- | -------------- | -------------------- |
| 1e     | 15 september | Luxemburg | Luxemburg   | Heuvelrit | 133,5 km | Diego Ulissi   | Diego Ulissi         |
| 2e     | 16 september | Remich    | Hesperange  | Heuvelrit | 160,8 km | Arnaud Démare  | Diego Ulissi         |
| 3e     | 17 september | Rosport   | Schifflange | Heuvelrit | 164,3 km | John Degenkolb | Eduard-Michael Grosu |
| 4e     | 18 september | Rodange   | Differdange | Heuvelrit | 201 km   | Diego Ulissi   | Diego Ulissi         |
| 5e     | 19 september | Mersch    | Luxemburg   | Heuvelrit | 177 km   | Andreas Kron   | Diego Ulissi         |

## Eindklassementen
| Plaats    | Naam                   | Ploeg                            | Tijd      |
| --------- | ---------------------- | -------------------------------- | --------- |
| Gele trui | Diego Ulissi           | UAE Team Emirates                | 16u32'39" |
| 2         | Markus Hoelgaard       | Uno-X Norwegian Development Team | + 25"     |
| 3         | Aimé De Gendt          | Circus-Wanty-Gobert              | + 27"     |
| 4         | Tim Wellens            | Lotto Soudal                     | + 35"     |
| 5         | Andreas Kron           | Riwal-Readynez Cycling Team      | + 38"     |
| 6         | Jan Bakelants          | Circus-Wanty-Gobert              | + 44"     |
| 7         | Alexander Krieger      | Alpecin-Fenix                    | + 47"     |
| 8         | Clément Champoussin    | AG2R La Mondiale                 | + 48"     |
| 9         | Petr Vakoč             | Alpecin-Fenix                    | + 50"     |
| 10        | Aurélien Paret-Peintre | AG2R La Mondiale                 | + 54"     |
|           |                        |                                  |           |
| 19        | Jan Maas               | Leopard Pro Cycling              | + 3'13"   |

| Plaats      | Naam              | Ploeg                            | Punten |
| ----------- | ----------------- | -------------------------------- | ------ |
| Blauwe trui | Diego Ulissi      | UAE Team Emirates                | 56     |
| 2           | Alexander Krieger | Alpecin-Fenix                    | 30     |
| 3           | Markus Hoelgaard  | Uno-X Norwegian Development Team | 28     |
|             |                   |                                  |        |
| 5           | Aimé De Gendt     | Circus-Wanty-Gobert              | 21     |
| 25          | Martijn Budding   | Riwal-Readynez Cycling Team      | 2      |

| Plaats    | Naam                | Ploeg                      | Punten |
| --------- | ------------------- | -------------------------- | ------ |
| Rode trui | Baptiste Planckaert | Bingoal-Wallonie Bruxelles | 29     |
| 2         | Sergio Martín       | Caja Rural-Seguros RGA     | 18     |
| 3         | Diego Ulissi        | UAE Team Emirates          | 12     |
|           |                     |                            |        |
| 7         | Etienne van Empel   | Vini Zabù-KTM              | 8      |

| Plaats     | Naam                   | Ploeg                    | tijd      |
| ---------- | ---------------------- | ------------------------ | --------- |
| Witte trui | Andreas Kron           |                          | 16u33'17" |
| 2          | Clément Champoussin    | AG2R La Mondiale         | + 10"     |
| 3          | Aurélien Paret-Peintre | AG2R La Mondiale         | + 14"     |
|            |                        |                          |           |
| 7          | Jan Maas               | Leopard Pro Cycling      | + 2'35"   |
| 9          | Jordi Warlop           | Sport Vlaanderen-Baloise | + 2'48"   |

| Plaats | Ploeg               | Tijd      |
| ------ | ------------------- | --------- |
|        | AG2R La Mondiale    | 49u42'17" |
| 2      | Alpecin-Fenix       | + 1'02"   |
| 3      | Circus-Wanty-Gobert | + 3'16"   |

## Klassementenverloop
| Etappe       | Winnaar        | Algemeen klassement · | Puntenklassement ·   | Bergklassement ·    | Jongerenklassement ·   | Ploegenklassement ·         |
| ------------ | -------------- | --------------------- | -------------------- | ------------------- | ---------------------- | --------------------------- |
| 1            | Diego Ulissi   | Diego Ulissi          | Diego Ulissi         | Axel Zingle         | Alessandro Fedeli      | UAE Team Emirates           |
| 2            | Arnaud Démare  | Diego Ulissi          | Jasper Philipsen     | Axel Zingle         | Jasper Philipsen       | UAE Team Emirates           |
| 3            | John Degenkolb | Eduard-Michael Grosu  | Eduard-Michael Grosu | Baptiste Planckaert | Vincenzo Albanese      | Riwal-Readynez Cycling Team |
| 4            | Diego Ulissi   | Diego Ulissi          | Diego Ulissi         | Sergio Martín       | Aurélien Paret-Peintre | Circus-Wanty-Gobert         |
| 5            | Andreas Kron   | Diego Ulissi          | Diego Ulissi         | Baptiste Planckaert | Andreas Kron           | AG2R La Mondiale            |
| 0Eindstanden | 0Eindstanden   | Diego Ulissi          | Diego Ulissi         | Baptiste Planckaert | Andreas Kron           | AG2R La Mondiale            |

1935 · 
1936 · 
1937 · 
1938 · 
1939 · 
1940 · 
1941 · 
1942 · 
1943 · 
1944 · 
1945 · 
1946 · 
1947 · 
1948 · 
1949 · 
1950 · 
1951 · 
1952 · 
1953 · 
1954 · 
1955 · 
1956 · 
1957 · 
1958 · 
1959 · 
1960 · 
1961 · 
1962 · 
1963 · 
1964 · 
1965 · 
1966 · 
1967 · 
1968 · 
1969 · 
1970 · 
1971 · 
1972 · 
1973 · 
1974 · 
1975 · 
1976 · 
1977 · 
1978 · 
1979 · 
1980 · 
1981 · 
1982 · 
1983 · 
1984 · 
1985 · 
1986 · 
1987 · 
1988 · 
1989 · 
1990 · 
1991 · 
1992 · 
1993 · 
1994 · 
1995 · 
1996 · 
1997 · 
1998 · 
1999 · 
2000 · 
2001 · 
2002 · 
2003 · 
2004 · 
2005 · 
2006 · 
2007 · 
2008 · 
2009 · 
2010 · 
2011 · 
2012 · 
2013 · 
2014 ·
2015 ·
2016 ·
2017 ·
2018 ·
2019 ·
2020 ·
2021 · 2022 · 2023 · 2024